# Dorota Rucka
Dorota Rucka, po mężu Kucharska (ur. 29 kwietnia 1967) – polska siatkarka
grająca na pozycji przyjmującej, reprezentantka Polski, kapitan tej drużyny. Siedmiokrotna mistrzyni Polski w barwach trzech klubów.

## Reprezentacja
Była reprezentantką Polski juniorek, m.in. wystąpiła w mistrzostwach Europy w tej kategorii wiekowej w 1986 (6. miejsce). W reprezentacji seniorek Polski debiutowała 14 kwietnia 1987 w towarzyskim spotkaniu z Rumunią. W tym samym roku wystąpiła na mistrzostwach Europy, zajmując z drużyną 11. miejsce. Kolejny raz w mistrzostwach Europy zagrała w 1995, zajmując tym razem 9. miejsce. Pożegnała się z reprezentacją Polski ostatnim meczem tego ostatniego turnieju (28 września 1995 z Niemcami). Łącznie w reprezentacji Polski wystąpiła 114 razy.

## Kariera klubowa
Pierwsze sukcesy sportowe odnosiła w barwach klubu Czarni Słupsk, zdobywając z nim kolejno wicemistrzostwo Polski w 1984 oraz mistrzostwo Polski w 1985, 1986, 1987 i ponownie wicemistrzostwo w 1988. W 1989 wyjechała do Szwecji, ale od 1991 występowała w drużynie Pałacu Bydgoszcz, awansując z nią w 1992 do I ligi i zdobywając mistrzostwo Polski w 1993. W latach 1995–1998 reprezentowała barwy Gedanii Gdańsk. Kolejne mistrzostwa Polski zdobyła trzykrotnie z PTPS Nafta-Gaz Piła (1999, 2000, 2001). Czterokrotnie zdobywała także Puchar Polski (1984, 1987 z Czarnymi, 1992 z Pałacem, 2000 z Naftą-Gaz Piła). W 2000 wystąpiła z pilskim klubem w Final Four siatkarskiej Ligi Mistrzyń. Jesienią 2001 przeszła do drugoligowej Legionovii w której zakończyła karierę.